# 长叶球兰
长叶球兰（学名：Hoya kwangsiensis）是夹竹桃科球兰属的植物，为中国的特有植物。分布于中国大陆的广西等地，生长于海拔300米的地区，一般生于山谷中及树上，目前尚未由人工引种栽培。

## 异名
- Hoya kwangsiensis Tsiang et P. T. Li
- Hoya lancilimba Merr.
- Hoya lancilimba Merr. f. tsoi (Merr.) Tsiang